# L'Enfer en retour
L'Enfer en retour (Hell and Back) est le septième volet de la série de comics Sin City de Frank Miller. Il a été publié  aux États-Unis par Dark Horse Comics en 9 issues entre juillet 1999 et avril 2000. En France, l'album est publié par Rackham en  septembre 2001,.

## Résumé
Wallace est un vétéran de la Guerre du Viêt Nam. De retour à Basin City, il est désormais dessinateur de presse. Une nuit, alors qu'il se balade seul, il aperçoit une fille qui s'apprête à sauter dans le vide. Wallace la sauve. Elle s'appelle Esther. Il tombe rapidement amoureux d'elle. Mais le bonheur est de courte durée car la jeune femme est enlevée ! Wallace va alors tout faire pour la retrouver...

## Personnages présents
- Delia « Blue Eyes »
- Capitaine
- Le Colonel
- Commissaire Liebowitz
- Esther
- Jerry
- Wallenquist alias « Le Boche »
- Manute
- Mariah
- Wallace

### Documentation
- Jean-Pierre Fuéri, « Nuits de Sin, nuits câlines », BoDoï, no 46,‎ novembre 2001, p. 16.